# كاترين هيوز
كاترين هيوز (بالإنجليزية: Catherine Hughes)‏ هي دبلوماسية بريطانية، ولدت في 24 سبتمبر 1933 في درم في المملكة المتحدة، وتوفيت في 10 ديسمبر 2014.